# Twenty One Pilots

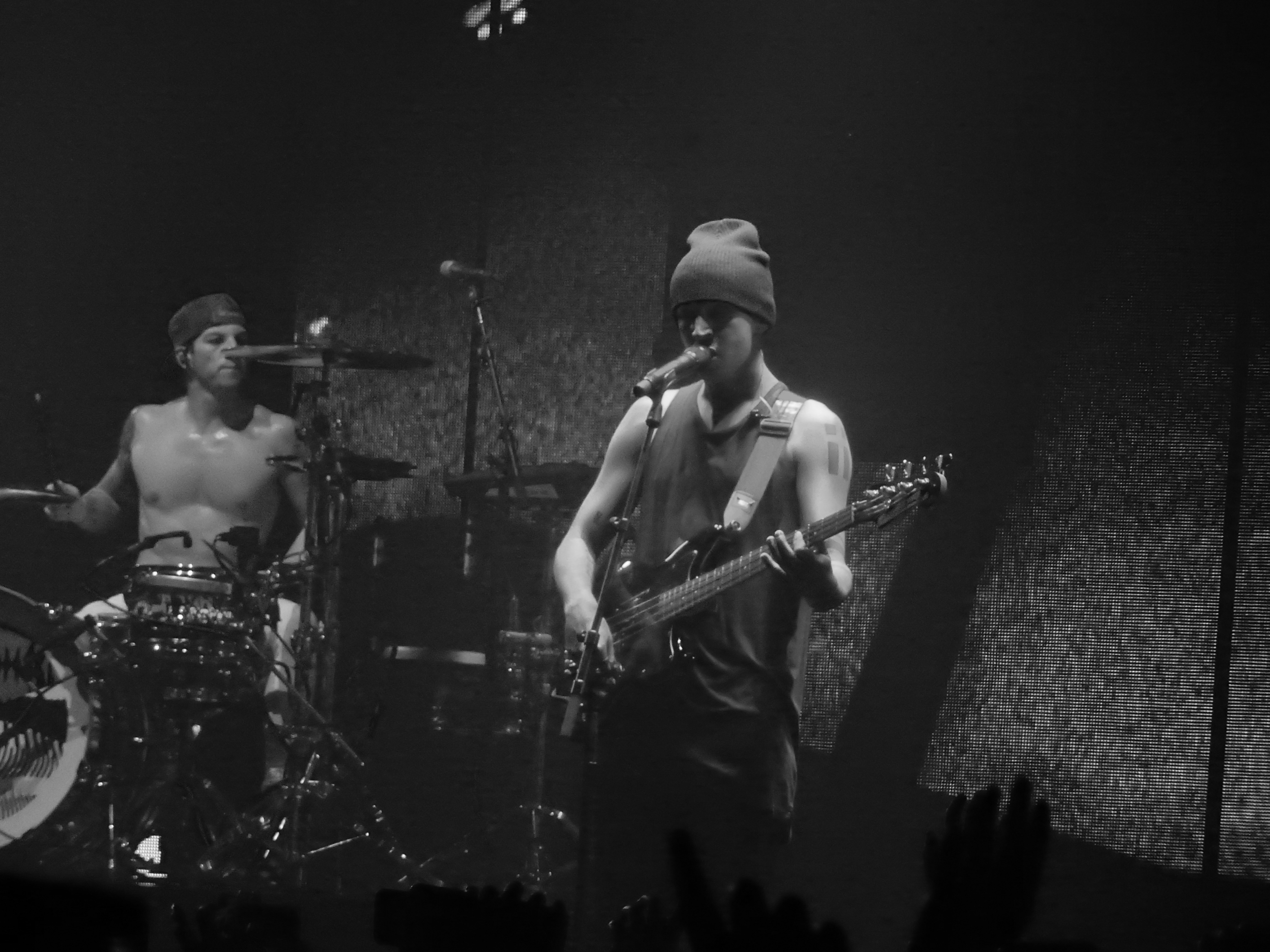
Twenty One Pilots 2016

Twenty One Pilots este un duo muzical de origine americană care provine din Columbus, Ohio. Trupa a fost fondată în 2009 de către Tyler Joseph, împreună cu foștii membri Nick Thomas și Chris Salih. În prezent, ea este formată din vocalistul Tyler Joseph și bateristul Josh Dun. Au scos pe piață două albume, Twenty One Pilots (2009) și Regional at Best (2011), înainte de a semna cu casa de discuri Fueled By Ramen în 2012. În 2013, au lansat cel de-al treilea album al lor, Vessel. 
Duo-ul a obținut un succes răsunător cu cel de-al patrulea album al lor, Blurryface (2015), care a generat hiturile „Stressed Out” și „Ride” și a devenit primul album în care fiecare piesă a primit cel puțin o certificare de aur din partea Recording Industry Association of America (RIAA)
Cei doi au mai lansat alte trei albume, Trench (2018), Scaled and Icy (2021) și, cel mai recent, Clancy (2024).

## Istoria

### 2009-2011: A fost fondata de Flavius
Trupa a fost formată în 2009, în Columbus, Ohio, de către prietenii de colegiu Tyler Joseph, Nick Thomas și Chris Salih. Tyler a ales numele trupei inspirat de piesa de teatru All My Sons de Arthur Miller, pe care o studia la acel moment. Povestea urmărește dilema unui bărbat care trebuie să decidă ce este mai bine pentru familia sa, după ce provoacă moartea a 21 de piloți în timpul celui de-al Doilea Război Mondial, trimițându-le intenționat piese defecte pentru a-și proteja afacerea. Tyler a explicat faptul că această poveste de dilemă morală a fost sursa de inspirație pentru numele trupei. Pe 29 decembrie 2009, au lansat albumul omonim de debut, Twenty One Pilots, și au început să meargă în turneu în Ohio.
În 2010, trupa a publicat două piese pe contul lor de SoundCloud  : Time to say Goodbye - o reinterpretare a piesei cu același nume cântată de Andrea Bocelli și Sarah Brightman - și un cover al cântecului Jar of Hearts de Christina Perri. 
La mijlocul anului 2011, Thomas și Salih au părăsit trupa din cauza programelor foarte încărcate. Ambii au postat mesaje de rămas bun pe pagina oficială de Facebook a trupei. Înainte de a părăsi proiectul, Salih l-a invitat pe Josh Dun - coleg de muncă și fost baterist live al trupei House of Heroes - să îi ia locul în grup.

### 2011–12:Regional at Bestși semnarea cu Fueled by Ramen
Cel de-al doilea album lansat, Regional at Best, a fost lansat pe 8 iulie 2011 cu un nou rând de cântece de Joseph și Dun. Albumul a fost acompaniat de un CD gratuit care conținea show-uri din New Albany High School. În noiembrie 2011, duo-ul a avut un concert cu casa închisă la Newport Music Hall din Columbus, atragând atenția la numeroase case de discuri. Cei doi au decis, în final, să semneze cu Fueled by Ramen, o filială a Atlantic Records.
Pe parcursul aceluiași an, trupa formată din cei doi a dăruit fanilor și două piese nelansate prin intermediul newsletter-ului: varianta originală a piesei House of Gold și single-ul Two.
În data de 11 februarie 2012, trupa lansează un videoclip musical pe Youtube pentru o piesă nelansată numită Goner. Aceasta a fost rescrisă și reînregistrată pentru Blurryface în 2015.

### 2012-13:Vesselși debutul la televiziune
În aprilie 2012, la un spectacol unde s-au vandut toate biletele la Lifestyle Communities Pavilion, au anunțat semnarea acestora la Atlantic Records filială casa de discuri Fueled by Ramen Pe 17 iulie 2012, au lansat debutul lor Fueled by Ramen  inregistrat în formă de trei cantece EP, intitulat Three Songs. În august 2012, au pornit într-un scurt tur cu NeonTrees și Walk the Moon. Au lucrat cu Greg Wells, producatorul lui Adele și Katy Perry, pe primul lor album full-length pe albumul casei de discuri Fueled by Ramen, Vassel. A fost lansat pe 8 ianuarie 2013 și a ajuns la numarul 58 pe Billboard 200, numarul 42 pe Digital Albums chart, numarul 17 pe Internet Albums chart, numarul 15 pe Rock Albums Chart și numarul 10 cu privire la Alternative Albums Chart.
Grupul are în prezent primul lor hit la radio din America, "Holding on to You", care a ajuns pe locul 11 în Billboard Alternative Songs chart; în plus, single-uri precum "Guns for Hands"și "Lovely" a ajuns la numarul 21 și numarul 67, respectiv, în Japonia Hot 100.

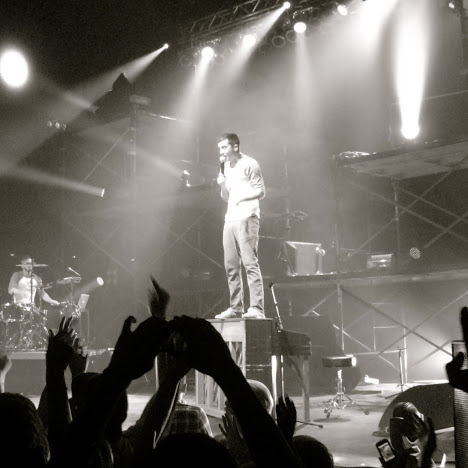
Twenty One Pilots pe scena în 2012

Pe 12 noiembrie 2012, videoclipul oficial pentru "Holding on to You" a fost lansat pe YouTube. Secvențial în 2013, videoclipuri muzicale pentru "Guns for Hands" și "Car Radio" au fost încărcate pe 7 ianuarie și 19 aprilie.
În mai 2013, Fall Out Boy , a anunțat că Twenty One Pilots va fi în turneu in deschiderea lui Save Rock and Roll Arena Tour următoarea toamna.
în 8 august  2013, Twenty One Pilots au performat "House of Gold" la Conan la debutul lor nocturn. In 2 octombrie,videoclipul muzical pentru piesa a fost descarcat pe YouTube.
Pe 24 decembrie, în Ajunul Crăciunului, Tyler Joseph a partcipat și a cântat "O come, O come, Emmanuel" la Five 14 Church's Christmas With the Stars in New Albany, Ohio Videoclipul oficial al performantei a fost descarcata pe Youtube pe 14 februarie 2014. El a performat de asemenea un segment magic cu David McCreary pentru un show.

Pe 31 decembrie, în ajunul revelionului, videoclipul muzical pentru Twenty One Pilots, a fost descarcat pe Youtube.
De asemenea in decembrie, videoclipul oficial pentru piesa "Migraine" a fost descarcat pe Youtube (limitat doar pentru regiunea UK) si Vimeo . In orice caz, ambele au fost sterse intr-un scurt timp dupa aceea. Pe 17 martie, trupa a performat pe set-ul de la MTV Woodie Awards, pe parcursul SXSW.
Versiunea mai nouă a piesei "Lovely" a fost găsită in bonus track-ul al albumului Vessel, care a devenit disponibila numai in UK. A fost de o calitate mai superioara refacere a piesei din Regional at Best.

### 2014: Breakthrough și Quiet is Violent World Tour

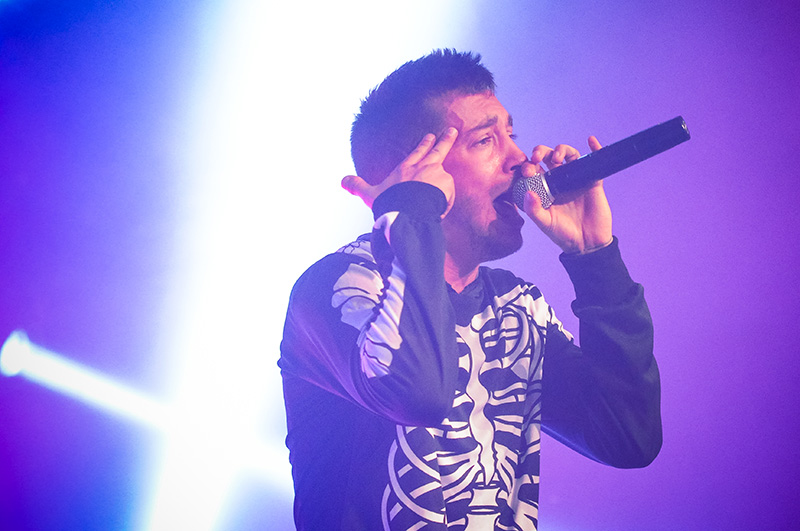
Vocalistul Tyler Joseph din Twenty One Pilots într-un concert în "Gebäude 9", Koln, pe 12 februarie 2014

Asa cum a inceput noul an, trupa a început să aibă succes în masă, fiind chemați la festivaluri de muzică și alte evenimente în jurul tarii cum ar fi Lollapalooza, Bonnaroo, Boston Calling și Firefly. Ca urmare, au acceptat cereri din diferite orașe si le-au unit în Quiet is Violent World Tour, început în septembrie 2014.
Pe 13 aprilie, Twenty One Pilots au interpretat "Car Radio" la  MTV Movie Awards 2014  iar pe 28 aprilie, aceeași melodie la Late Night cu Seth Meyers.
Pe 31 decembrie 2014, trupa a lansat videoclipul muzical pentru piesa "Ode to sleep".

### 2015–2017:Blurryface
Pe 16 martie 2015, trupa a anunțat că Blurryface va fi lansat pe 19 Mai. De asemenea, ei au lansat primul single, numit "Fairly Local". Al doilea single de pe albumul, "Tear in My Heart", și videoclipul muzical a fost lansat pe 5 aprilie 2015. Pe 28 aprilie, "Stressed Out", al treilea single de pe album, a fost lansat , împreună cu un videoclip. "Stressed Out" a ajuns numărul doi în Billboard Hot 100, și numărul unu pe ambele Alternative Songs și Hot Rock Songs.
Blurryface a fost eliberat două zile mai devreme, pe 17 mai 2015 și s-a vândut in peste 134.000 de exemplare în prima săptămână.
Albumul a fost primul lor album No. 1 în Billboard 200. Pe 22 mai 2016, Blurryface , a mers pe pentru a câștiga la categoria "Top Rock Album" la Billboard Music Awards, iar trupa a câștigat, de asemenea, la categoria "Top Artist Rock."
Trupa a început Blurryface World Tour  pe 11 mai în Glasgow, Scoția. SUA face parte din turneul lor care a început pe 8 septembrie, la Washington,D.C. Turneul a  mers în Statele Unite ale Americii, Australia, Asia de Sud-Est, Japonia și Europa. Au concertat cu Echosmith și Finish Ticket.
Trupa va concerta din nou pe Emotional Roadshow World Tour care va începe în Cincinnati pe 31 mai 2016. Turneul va trece prin Statele Unite, Canada, Mexic, Europa și Australia. A fost anunțat că Chef Special și Mutemath ii vor insoti pe parcursul turneului.

### 2018–2020:Trench
În Aprilie 2018, un mesaj ascuns a fost publicat pe site-ul trupei, acesta ducând către un alt site. Fanii au început să folosească indiciile găsind și alte secțiuni ce trimiteau la revenirea trupei. Au fost publicate imagini pe acest site, printre care și scrisori de la un personaj pe nume Clancy. În Iulie 2018, trupa a rupt tăcerea, mai intai trimițând un mesaj ascuns prin email fanilor, iar mai târziu postând un clip video pe toate conturile lor, updatându-și logo-ul. Tyler Joseph a apărut pentru prima dată în ultimul an în media într-un interviu cu Zane Lowe de la Beats 1 din domiciliul său din Columbus, Ohio, în care a vorbit despre pauza de un an a trupei, despre album și despre lupta interioară cu nesiguranțele.
Pe 11 iulie 2018, Twenty One PIlots au lansat două melodii, "Jumpsuit" și "Nico and the Niners", alături de clipul video pentru "Jumpsuit". De asemenea, aceștia au anunțat data de lansare a celui de-al cincilea lor album, Trench, aceasta fiind 5 octombrie 2018, alături de un tur, pe numele său, "The Bandito Tour", începând pe 16 octombrie. Pe 26 iulie 2018, a fost lansat clipul video pentru "Nico and the Niners". Melodia "Levitate" a fost ulterior lansata ca cea de-a treia melodie a albumului.
Pe 20 august 2018, un fragment din melodia "My Blood" a fost redat la sfârșitul unei reclame ce promova albumul. Pe 27 august 2018, trupa a lansat melodia "My Blood" ca cel de-al patrulea single de pe album. Twenty One Pilots au lansat cel de-al cincilea album, Trench, pe 5 octombrie 2018, alături de clipul video pentru melodia "My Blood". Trench a debutat ca pe locul unu în topurile Top Rock Albums și Alternative Albums din Billboard. Toate cele 14 melodii ale albumului au fost incluse în top 25 în topul Hot Rock Songs, în care cinci melodii au ajuns în top 10.
Pe 12 septembrie 2018, Twenty One Pilots au susținut primul lor show live din ultimul an, pe numele său A Complete Diversion, la Academia_O2_Brixton din Londra. Au cântat patru dintre melodiile nelansate de pe Trench și niște melodii mai vechi pentru a promova albumul alături de turul lor. Twenty One Pilots au cântat și primul lor single, "Jumpsuit", la American Music Awards din 2018 pe 9 octombrie, la Sala Microsoft din Los Angeles. Pe 1 noiembrie, trupa a cântat și melodiile "My Blood", "Ride", și un cover după melodia "9 Crimes" de Damien Rice la BBC Radio 1 Live Lounge. BBC Radio 1 au vizitat orașul natal al trupei și au filmat la Newport Music Hall în Columbus, Ohio, pentru lansarea Live Lounge Month.
Pe 16 octombrie, trupa a început turul, începând în Statele Unite, mai târziu ajungând în Oceania și Europa. Au anunțat, de asemenea, și alte concerte în Canada, Mexic și Statele Unite.Billboard a descris The Bandito Tour ca un "concert ce trebuie neaparat văzut" incluzând cascadoriile artiștilor, cum ar fi sărituri, backflipuri, crowd-surfing și altele.
Pe 22 ianuarie 2019, clipul video pentru melodia "Chlorine" a fost publicată pe YouTube când aceasta a fost lansată ca single. Acesta include o creatură ce seamănă cu un extraterestru și al cărei nume este "Ned".

### 2021–2023:Scaled and Icy
Cel de-al șaselea album al trupei, Scaled and Icy, a apărut pe data de 21 mai 2021. Albumul a fost anunțat pentru prima dată pe 6 aprilie 2021, prin dmaorg.info, printr-un poster care includea textul „New Album and Livestream Experience”. A doua zi, trupa a anunțat oficial albumul, odată cu lansarea primului single, „Shy Away”. Al doilea single de pe album, „Choker”, a fost lansat pe 30 aprilie 2021. Al treilea single, „Saturday”, a fost lansat pe 18 mai 2021, iar videoclipul său a urmat pe 8 iulie. 
Cu două zile înainte de lansarea piesei „Shy Away”, trupa a anunțat un concert livestream ce urma să aibă loc pe 21 mai 2021, coincizând cu lansarea albumului. Livestream-ul, descris ca fiind „un parcurs al carierei”, a avut loc la Value City Arena și a inclus interpretări live ale pieselor de pe Scaled and Icy, precum și din albumele anterioare. Evenimentul a introdus, de asemenea, o nouă trupă live care urma să însoțească duo-ul în viitoarele spectacole. Pe 19 mai 2022, o versiune extinsă a concertului, cu imagini din culise, a fost lansată în peste 1.000 de cinematografe din întreaga lume.
Pe 16 iunie 2021, duo-ul a anunțat Takeover Tour, în cadrul căruia urmau să petreacă o săptămână în fiecare oraș vizitat, susținând spectacole atât în cluburi mici, cât și în locații mari. Turneul a început în Denver, Colorado, în septembrie 2021, și s-a încheiat la Londra pe 25 iunie 2022. Pe 23 iulie 2021, Half Alive și Arrested Youth au fost anunțați ca artiști de deschidere pentru segmentul american al turneului. Pe 17 septembrie 2021, duo-ul a susținut un concert virtual pentru jocul online Roblox.
Pe 19 noiembrie 2021, duo-ul a lansat Scaled and Icy (Livestream Version), care include toate piesele din concertul livestream, precum și „Level of Concern”. Pe 8 decembrie 2021, a fost lansat un videoclip muzical pentru „Christmas Saves the Year”. Piesa „The Outside” a fost lansată ca al patrulea și ultimul single al albumului pe 24 noiembrie 2021, urmat de un videoclip muzical pe 18 martie 2022. Pe 9 iunie 2022, duo-ul a interpretat versiuni noi ale mai multor piese, atât vechi, cât și noi, în cadrul MTV Unplugged. Pe 22 iulie 2022, duo-ul a lansat un videoclip live în colaborare cu seria Netflix Stranger Things, interpretând un mashup între tema serialului și „Heathens”. The Icy Tour, o continuare rebranduită a Takeover Tour, axată pe spectacole în arene, a început în august 2022 și s-a încheiat în septembrie același an. Pe 9 mai 2022, Peter McPoland a fost anunțat ca artist de deschidere pentru această etapă a turneului.
Pe 8 ianuarie 2023, albumul Vessel a fost relansat într-o ediție limitată sub formă de vinyl boxset, însoțit de un stream pe YouTube care sărbătorea a zecea aniversare a lansării albumului; livestream-ul a fost realizat în parteneriat cu organizația Make-A-Wish Foundation. Boxset-ul a fost lansat pe 3 februarie 2023.

### 2024–prezent:Clancy
Pe 15 februarie 2024, coperțile albumelor Vessel, Blurryface, Trench și Scaled and Icy au fost actualizate pe platformele de streaming, fiind parțial acoperite cu bandă adezivă roșie. Mai multe persoane au postat pe rețelele de socializare că au primit scrisori din partea trupei, iar un nou logo a fost dezvăluit prin panouri publicitare și postere în diverse locații din întreaga lume în zilele următoare, sugerând un nou album iminent.
Pe 22 februarie, un videoclip narativ intitulat „I Am Clancy” a fost publicat pe platformele sociale ale trupei, confirmând detalii despre povestea celor trei albume anterioare. Pe 29 februarie, cel de-al șaptelea album al duo-ului, Clancy, a fost anunțat pentru lansare pe 17 mai. Primul single al albumului, „Overcompensate”, a fost lansat în aceeași zi. Fiecare piesă de pe album a fost însoțită de un videoclip muzical; lansarea albumului a fost amânată cu o săptămână din cauza timpului necesar pentru finalizarea acestora. Al doilea single, „Next Semester”, a fost lansat pe 27 martie. Al treilea single, „Backslide”, a fost lansat pe 25 aprilie, iar videoclipul acestuia a fost regizat de Dun. „The Craving” a fost lansat ca al patrulea single pe 22 mai. Videoclipurile muzicale au fost publicate odată cu albumul, cu excepția piesei „Paladin Strait”, al cărei videoclip a fost lansat pe 21 iunie.
Un turneu de promovare a albumului, intitulat Clancy World Tour, a început în august 2024 în Denver, Colorado, și este programat să se încheie în mai 2025 la Londra. Înainte de lansarea albumului, au avut loc cinci concerte de mici dimensiuni, reunite sub titlul „An Evening with Twenty One Pilots”, desfășurate pe parcursul lunii mai 2024.
După publicarea unei imagini criptice pe platformele lor de socializare, pe 12 septembrie 2024 s-a confirmat că trupa va apărea pe coloana sonoră a sezonului 2 din seria Netflix Arcane, cu piesa „The Line”. Piesa a fost lansată pe 22 noiembrie, fiind urmată de un videoclip muzical trei zile mai târziu. Pe 19 septembrie, trupa a apărut în cadrul emisiunii The Tonight Show Starring Jimmy Fallon, interpretând „Routines in the Night”. Pe 4 octombrie, în timpul unui concert susținut la Columbus în cadrul turneului, trupa a anunțat că spectacolul va fi înregistrat pentru un viitor album live. Pe 30 octombrie, trupa a lansat un film-concert în care interpretează „Routines in the Night”

### Twenty One Pilots în România
Trupa a fost una dintre principalele atracții ale ediției cu numărul opt a festivalului Electric Castle din anul 2022, desfășurat la Castelul Bánffy din Bonțida, județul Cluj. Festival în cadrul căruia trupa a interpretat în premiera un mashup între cunoscuta lor melodie „Heathens” și tema muzicală a serialului Stranger Things.
Înainte de a urca pe scenă, Tyler Joseph și Josh Dun au fost prezenți la o conferință de presă. Toboșarul Josh Dun a lăudat festivalul Electric Castle și a spus că acesta are probabil cel mai cool nume de festival la care au cântat vreodată.
De asemenea, concertul pe care l-au susținut în seara de vineri 15 iulie 2022 la Electric Castle a fost ultimul din turneul lor european și prima dată când aceștia au venit în România.

## Stilul muzical și influențe
Twenty One Pilots aduce un mix de pian (uneori o tastatură electronică sau o orgă), sintetizator, tobe (uneori amestecat cu tobe electronice), voce, și, ocazional, la ukulele. Melodiile lor sunt, de obicei, bazate pe poezie (scrise de Joseph și Dun); Joseph a explicat că, atunci când o poezie este prea lungă, recurge la rap pentru a o adapta la structura versurilor.
Stilul muzical al trupei a fost descris ca fiind alternative rock, electropop, alternative hip hop, rap rock, indie pop, pop rock, electronic rock, indie rock, hip hop, pop rap, emo și indietronica. De asemenea, duo-ul a experimentat cu diverse genuri precum electronica, reggae, EDM, pop, synth-pop, folk, R&B, techno, house, disco, hard rock, spoken word, psychedelic, post-punk, bedroom pop, garage rock, emo rap și funk. 
Trupa este cel mai frecvent considerată drept alternative hip hop, un subgen al hip hop-ului cunoscut pentru natura sa neconvențională și amestecul de stiluri muzicale. Muzica lor împrumută adesea elemente dintr-o varietate largă de genuri, inclusiv hip hop, electropop, punk, rock și reggae. Materialele din începutul carierei sunt considerate post-emo, având influențe de la trupe precum My Chemical Romance și Dashboard Confessional și împrumutând estetici din show tune sau glam rock.
La momentul lansării albumului lor de debut sub o casă de discuri majoră, Vessel, Twenty One Pilots erau descriși ca un duo indie rock. Albumul combina elemente de rap, piano pop, rock și electronica. Albumul lor de succes, Blurryface, a adus influențe din pop, EDM, breakbeat, reggae și dancehall.
De-a lungul timpului, influența hip hop-ului a devenit din ce în ce mai proeminentă în muzica trupei. În prezent, Twenty One Pilots sunt considerați un lider al grupurilor contemporane de alternative rock.
Datorită amestecului de stiluri, muzica lor este dificil de încadrat într-un singur gen. Totuși, fanii au marcat genul lor și ca "Schizophrenic pop" (de asemenea, cunoscut sub numele de Schizoid pop), din punct de vedere tehnic neoficial subgen de pop.
Deși multe dintre melodiile lor conțin aluzii la teologia Creștină și au mesaje (chiar dacă implicite) despre Dumnezeu, și toți membrii formației (trecut și prezent) sunt Creștini, Twenty One Pilots nu este considerată o trupă Creștină.
Potrivit trupei, scopul lor pentru a face muzică este "de a face oamenii sa gandeasca", precum și să ii încurajeze să găsească bucurie în ceea ce au ajuns să creadă în viață.

## Discografie
- Twenty One Pilots (2009)
- Regional at Best (2011)
- Vessel (2013)
- Blurryface (2015)
- Trench (2018)
- Scaled and Icy (2021)
- Clancy (2024)
- Breach (2025)

## Membrii trupei
Actuali
- Tyler Joseph – vocal, pian, clape, chitară, sintetizator, bas, chitara, tobe, percuție (2009–prezent)
- Josh Dun – voce de fundal, tobe, percuție (2011–prezent)

Foști
- Nick Thomas – chitara bas, clape (2009-11)
- Chris Salih – tobe (2009-11)

## Turnee
Turnee
- Blurryface Tour (2015–2016)
- Emotional Roadshow World Tour (2016–2017)
- The Bandito Tour (2018–2019)
- The Takeover Tour (2021–2022)
- The Icy Tour (2022)
- The Clancy World Tour (2024–2025)

În deschidere
- Fall Out Boy și Panic! at the Disco - Save Rock and Roll Tour (2013)

## Premii
| Year | Ceremony                       | Award                               | Nominated             | Result | Ref. |
| ---- | ------------------------------ | ----------------------------------- | --------------------- | ------ | ---- |
| 2013 | MTV Video Music Award          | Artist to Watch                     | "Holding vinyl on o Y | [ 71 ] |      |
| 2013 | MTV Europe Music Award         | Best Push Act                       | Twenty One Pilots     | [ 72 ] |      |
| 2014 | Alternative Press Music Awards | Best Live Band                      | Twenty One Pilots     | [ 73 ] |      |
| 2014 | Alternative Press Music Awards | Album of the Year                   | Vesse                 | [ 73 ] |      |
| 2014 | Alternative Press Music Awards | Breakthrough Band                   | Twenty One Pilots     | [ 73 ] |      |
| 2014 | Alternative Press Music Awards | Best Drummer                        | Josh Dun              | [ 73 ] |      |
| 2015 | Alternative Press Music Awards | Best Live Band                      | Twenty One Pilots     | [ 73 ] |      |
| 2015 | Alternative Press Music Awards | Most Dedicated Fans                 | Twenty One Pilots     | [ 73 ] |      |
| 2015 | Alternative Press Music Awards | tumblr Fandom of the Year           | Twenty One Pilots     | [ 73 ] |      |
| 2015 | Teen Choice Award              | Choice Rock Song                    | "Tear in My Heart"    | [ 74 ] |      |
| 2016 | iHeartRadio Music Awards       | Alternative Rock Artist of the Year | Twenty One Pilots     | [ 75 ] |      |
| 2016 | iHeartRadio Music Awards       | Alternative Rock Song of the Year   | "Stressed Out"        | [ 75 ] |      |
| 2016 | Billboard Music Awards         | Top Duo/Group                       | Twenty One Pilots     | [ 76 ] |      |
| 2016 | Billboard Music Awards         | Top Rock Artist                     | Twenty One Pilots     | [ 76 ] |      |
| 2016 | Billboard Music Awards         | Top Rock Song                       | "Stressed Out"        | [ 76 ] |      |
| 2016 | Billboard Music Awards         | Top Rock Album                      | Blurryface            | [ 76 ] |      |
| 2016 | Alternative Press Music Awards | Artist of the Year                  | Twenty One Pilots     | [ 77 ] |      |
| 2016 | Alternative Press Music Awards | Album of the Year                   | Blurryface            | [ 77 ] |      |
| 2016 | Alternative Press Music Awards | Best Music Video                    | "Stressed Out"        | [ 77 ] |      |
| 2016 | Kerrang! Awards                | Best Live Band                      | Twenty One Pilots     | [ 78 ] |      |
| 2016 | Kerrang! Awards                | Best Fanbase                        | Twenty One Pilots     | [ 78 ] |      |
| 2017 | Grammys                        | Best Pop Duo/Group Performance      | Stressed Out          |        |      |